# Rio Duína do Norte
Passeio na margem do Duína, em Arcangel.
O Duína (Се́верная Двина́, em russo; também conhecido como Duína do Norte, para diferenciá-lo do Duína Ocidental, na Letônia) é um rio do norte da Rússia. Corre pelos Oblasts de Vologda e de Arcangel, até desaguar na baía do Duína, no mar Branco. Sua extensão é de 744 km.d
O rio é navegável em todo o curso e é muito utilizado para flutuação de madeira. O canal do Duína do Norte liga-o à hidrovia Volga-Báltico.
As principais cidades no curso do rio são:
- Veliki Ustyug
- Kotlas
- Novodvinsk
- Arcangel
- Severodvinsk